# Antoni Strubell i Trueta
Antoni Strubell i Trueta (Oxford, Anglaterra, 29 de juny de 1952) és un filòleg i polític català, fill de Michael B. Strubell i Amèlia Trueta, filla de Josep Trueta i Raspall, i germà de Miquel Strubell i Trueta. L'any 2010 fou elegit diputat al Parlament de Catalunya per Solidaritat Catalana per la Independència (SI).
Estudià llengües modernes a la Universitat d'Oxford i el 1978 s'establí a Olot (la Garrotxa), on va col·laborar amb Ràdio Olot en el programa Notícies dels Països Catalans, que tingué gran audiència tant a la Garrotxa com a Osona. El 1981 marxà al País Basc i feu classes de filologia anglesa a la Universitat de Deusto fins al 2001.
Ha fet i organitzat cursos a la Universitat Catalana d'Estiu i sobre traducció a l'Escola Oficial d'Idiomes. Ha col·laborat als diaris El Punt, Avui, S'Arenal, El Temps, Presència, La Vanguardia, El Periódico de Catalunya, Egin, i també amb la BBC. Ha participat en l'Escola d'Hivern de CDC el 1997, participà en els debats del Congrés d'ERC a Manresa i ha traduït nombrosos llibres.
Actualment és coordinador de la Comissió de la Dignitat, iniciativa per recuperar els documents catalans espoliats per Franco i dipositats a l'arxiu de Salamanca. És també coordinador de l'Associació Lluís Companys Batzordea que organitzà les trobades catalano-basques de Donostia (gener/maig del 2003). El 2002 va rebre la Creu de Sant Jordi.
La Coordinadora d'Associats per la Llengua Catalana li lliurà el Premi Nacional Joan Coromines el 2006, juntament amb Josep Cruanyes.
En les eleccions al Parlament de Catalunya del 28 de novembre del 2010, fou elegit diputat; SCI va treure els millors resultats a la seva circumscripció.
En les eleccions al Parlament de Catalunya de 2012 Solidaritat va obtenir 42.821 vots, insuficients per obtenir cap escó en cap de les quatre circumscripcions. i en el segon congrés de la coalició, celebrat a Vic el 26 de gener de 2013 Núria Cadenes fou escollida nova presidenta de la formació. El 2020 s'adherí a Independentistes d'Esquerres.

## Obres
- Sunyol, l'altre president afusellat (1996) amb Carles Llorens i Josep Maria Solé i Sabaté
- El cansament del catalanisme (1997)
- Josep Roca i Ferreras i l'origen del catalanisme d'esquerres (2000) amb Fèlix Cucurull i Tey
- Isabel "cinc hores" (2005)
- Un català entre bascos (2005)
- El moment de dir prou (2008)
- Josep-Narcís Roca i Ferreras, 1834-1891 (2008)
- What catalans want? (2010)